# Desialotransferrin
Desialotransferrin (DST) (englisch: Carbohydrate-Deficient-Transferrin, CDT, zu deutsch: Kohlenhydratdefizientes Transferrin) ist eine Variante des Glycoproteins Transferrin, welches in jedem menschlichen Serum vorkommt und eine wichtige Rolle als Eisentransport-Protein spielt. Desialotransferrin dient als Biomarker für die Diagnostik von Alkoholkonsum. Die Benutzung als Labormarker für Alkoholzufuhr ist störungsanfällig, z. B. bei erhöhtem gamma-GT-Wert (γGT).

## Vorkommen
Als Glycoprotein trägt das Transferrinmolekül an mehreren Stellen Kohlenhydratseitenketten, die über Sialinsäurereste verfügen. Normalerweise kommen im Blut des Menschen Transferrin-Isoformen mit zwei (Di-Sialotransferrin) bis sechs (Hexa-Sialotransferrin) Sialinsäureresten vor. Tetra-Sialotransferrin (vier Sialinsäurereste) bildet normalerweise den Hauptanteil.
Darüber hinaus gibt es genetisch bedingte Transferrin-Varianten.

## Veränderungen bei Alkoholzufuhr
Die Struktur der Transferrine wird bei zunehmendem Alkoholkonsum in typischer Weise verändert. Es kommt überwiegend zu vermehrtem Verlust von gesamten Kohlenhydratseitenketten. Hierbei ist die Übertragung der mannosereichen Kohlenhydratkettenvorstufe, welche an Dolicholphosphat gebunden ist, gestört, wobei der genaue Pathomechanismus bisher ungeklärt ist. Auch erfolgt durch übermäßigen und längerandauernden Alkoholgenuss eine Veränderung der verschiedenen Glycosyltransferasen, die eine weitere Veränderung der Kohlenhydratketten zur Folge haben. Auf Grund dieser Veränderung im Glycosylierungsmuster (Kohlenhydratmuster) steigt die CDT-Konzentration stark an (Normalwert Mann ca. 20 U/l, Frau 26 U/l, erhöht 30 bis >60 U/l). Damit nimmt der relative Anteil des Di-, Mono- und A-Sialotransferrins (zwei, eine oder keine Seitenketten) zu. Als CDT wird die Summe dieser Anteile von Transferrinen bezeichnet.

## CDT als Laborparameter
CDT kann als Laborparameter zur Diagnose der Alkoholkrankheit (bzw. des Nachweises von Alkoholmissbrauch) genutzt werden. Erhöhte CDT-Werte finden sich nach mindestens einwöchiger Einnahme von mehr als 60 g Alkohol (Ethanol) pro Tag, das entspricht ca. 0,7 l Wein oder ca. 1,5 l Bier. Auch nach Alkoholabstinenz bleiben die Werte einige Zeit (zwei bis vier Wochen) erhöht mit einer Halbwertzeit von 14 bis 17 Tagen. CDT soll eine Sensitivität von 81 bis 93 % und eine Spezifität von 98 % haben. Allerdings wurden selbst im Jahr 2001, trotz jahrzehntelanger Bekanntheit, in einem Review Zweifel über die Aussagekraft der Methode geäußert und zu notwendiger Grundlagenforschung aufgerufen. In einer Arbeit aus 2006 wird die Sensitivität von CDT zum Nachweis eines „heavy drinker“ (> 40 g Alkohol/Tag) mit 63 % angegeben. Eine deutlich höhere Sensitivität und Spezifität lässt sich durch Kombination mit dem Laborwert γGT im Anttila-Index erreichen.
Bei der Beurteilung und dem Vergleich von CDT-Messergebnissen ist zu beachten, dass jede Messmethode unterschiedliche Normbereiche hat und jeder Messwert daher in Bezug auf seinen Normbereich zu beurteilen ist. Als relative Maßeinheit wird der prozentuale Anteil des CDT zum Gesamt-Transferrin herangezogen. Mit HPLC gemessene Referenzwerte liegen unter 1,75 % (BIO-RAD-Test: unter 2,6 %). Männer, die über 60 g Alkohol/Tag über mindestens drei Wochen konsumieren (Frauen über 50 g/Tag über zwei Wochen), können einen CDT-Anteil von bis zu 18 % erreichen.
Die Bestimmung des CDT-Werts ist in folgenden Fällen angezeigt:
- Differentialdiagnose von alkoholinduzierten gegenüber nicht-alkoholinduzierten Erkrankungen (Pankreatitis, Leberzirrhose, Karzinome, Gastritis)
- Differentialdiagnose bei erhöhten γGT-Werten
- Wiedererteilung der Fahrerlaubnis gemäß Fahrerlaubnis-Verordnung
- forensisch-toxikologische Begutachtung von Unfällen und Todesfällen in Zusammenhang mit Alkohol

## Analytik
Zur Laboranalytik werden verschiedene Methoden verwendet: HPLC (Hochleistungsflüssigkeitschromatografie), Anionenaustauscher-Säulenchromatografie mit immunologischer Transferrin-Bestimmung, IEF (isoelektrische Fokussierung), Kapillarelektrophorese und antikörperbasierter Nachweis von Asialo-Formen.
Die Bestimmung des Quotienten von Transferrin und CDT über die Kopplung von HPLC und Massenspektrometrie
erlaubt den am aussagekräftigsten Nachweis von Carbohydrate Deficient Transferrin (FDA-Standard).
Die HPLC und die Kapillarelektrophorese erlauben die Quantifizierung einzelner Fraktionen und die Erkennung von genetischen Varianten. IEF ist die Methode mit der höchsten Trennschärfe, erlaubt aber keine zuverlässige Quantifizierung. Bei der Anionenaustauscher-Säulenchromatografie mit immunologischer Transferrin-Bestimmung (BIO-RAD-Methode) können genetische Varianten prinzipiell nicht erkannt werden. Es muss daher eine Bestätigung positiver (pathologischer) Befunde durch eine weitere Methode (z. B. HPLC) erfolgen.